# 寬限三天樂團
Three Days Grace，簡稱TDG，3DG，中文譯為“三天的寬限”或“寬限三天”，是一支來自加拿大的另類金屬樂隊,於 1997 年在安大略省諾伍德成立。樂隊前身是“Groundswell”，於1992年成立，並於 1993 年至 1996 年間在當地的各種後院派對和演出場所表演。
樂隊於多倫多成立，最初的陣容包括吉他手兼主唱Adam Gontier、鼓手兼伴唱Neil Sanderson和貝司手Brad Walst。 2003年，Barry Stock被招募為主吉他手，Three Days Grace成為一個四人樂隊。 2013年，Gontier離開了樂隊，並由My Darkest Days的主唱Matt Walst取代，他也是Brad Walst的弟弟。
Three Days Grace目前與RCA Records簽約，目前已發行七張張錄音室專輯，專輯的發行週期爲三年。目前已發行的專輯有：《Three Days Grace》（2003）、《One-X》（2006）、《Life Starts Now》（2009）、《Transit of Venus》（2012）、《Human》（2015）、《Outsider》（2018）、《Explosions》（2022）。他們的前三張專輯在美國被RIAA分別認證爲雙白金、三白金和白金；在加拿大，它們分別獲得了Music Canada的白金、三白金和雙白金認證。樂隊有16首在Billboard熱門主流搖滾曲目排行榜排名第一的歌曲，3首在另類搖滾排行榜中排行第一的歌曲。

## 歷史

### Groundswell時期及解散（1992-1996）
Three Days Grace起源於一個名為“Groundswell”的五人樂隊，於 1992 年在安大略省諾伍德成立。Groundswell發行了一張標準專輯《Wave of Popular Feeling》。樂隊的陣容包括主唱Adam Gontier、鼓手Neil Sanderson、貝斯手Brad Walst、主吉他手Phil Crowe和節奏吉他手Joe Grant。樂隊成立時，大多數成員都在上高中。 1995年底，樂隊解散。

### 樂隊早期（1997-2002）

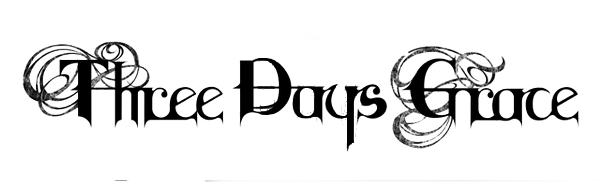
Three Days Grace的標誌

1997 年，Gontier、Sanderson和Walst重組為Three Days Grace，根據Gontier的說法，這個名字代表一種緊迫感，隱含了一個問題：如果给某人三天的時間，他是否可以改變自己的生活。到達多倫多後，樂隊結識了當地製作人Gavin Brown。 根據 Gontier 的說法，他們給了他數年的創作，從中他“挑選出了他認爲的‘寶藏’”。Brown和樂隊對歌曲進行了潤色並製作了一張演示專輯，將其提供給加拿大EMI Music Publishing。由於唱片公司希望能夠對樂隊瞭解更多，由Brown擔任製作，樂隊創作了歌曲“I Hate Everything About You”，此曲引起了多家唱片公司的興趣。 Three Days Grace在被公司總裁選中後很快與 Jive Records 簽約。

### 《Three Days Grace》（2003-2005）
樂隊搬到位於麻薩諸塞州北布魯克菲爾德的工作室Long View Farm錄製他們的首張專輯。同名專輯於2003年7月22日在紐約伍德斯托克完成並發行。
《Three Days Grace》得到了褒貶不一的評價，IGN的Dave Doray談到這張專輯時說："沒有太大問題。“AllMusic 評論員Heather Phares說，在《Three Days Grace》中，“樂隊對另類金屬的專注和堅持——再加上完整的歌曲創作和一些出乎意料的動聽合唱 ，做出了比許多同行作品更令人難忘的優秀曲目。同時她批評了這張專輯的單調，並總結道：“只要他們能為他們的聲音增添一些個性，Three Days Grace 絕對是 2000 年代最容易接受的另類金屬樂隊之一。”
為了支持同名專輯，樂隊於2003年發行了他們的第一首單曲“I Hate Everything About You”（這首歌讓樂隊獲得了唱片合約）。這首歌獲得了大量的播放，並迅速獲得廣泛認可，並被標記為樂隊的“重磅熱門歌曲”。在 Barry Stock 於 2003 年底作為主音吉他手加入後， 在唱片公司的支持下，樂隊連續進行了近兩年的廣泛巡演。這張專輯在Canadian Albums Chart上排名第 9，在Billboard 200上排名第 69，並於2004年12月在美國獲得RIAA白金認證，在加拿大獲得CRIA雙白金認證。
樂隊在2004年的電影《Raise Your Voice》中以自己的身份出現，演唱歌曲《Are You Ready》和《Home》。

### 《One-X》和Stock的加入

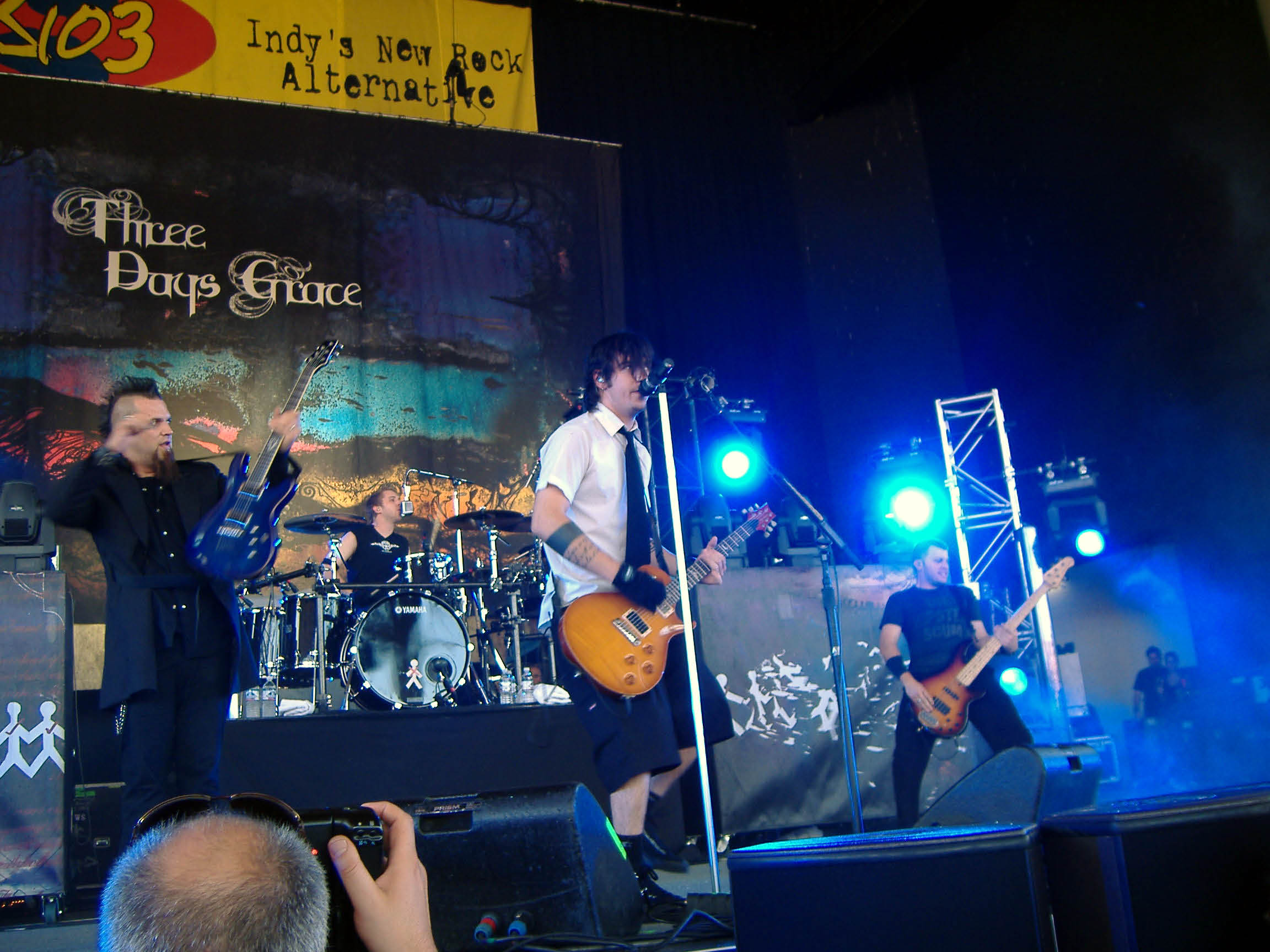
Three Days Grace在2006年的演出

樂隊在“I Hate Everything About You”發行之後，又發行了兩首單曲：《Just Like You》和《Home》。大約這時，Gontier對處方藥 OxyContin產生成癮症狀。在完成第一張專輯的巡演後，他們知道在Gontier此時的狀態下樂隊無法繼續正常發揮，因此在 2005 年，在家人、朋友和樂隊成員的支持下，Gontier 進入了位於多倫多的成癮和心理健康中心 （CAMH）。 在接受治療期間，Gontier 開始為歌曲寫歌詞來講述他的感受和康復過程中的經歷。
Gontier 成功完成了他在CAMH的治療。之後樂隊在安大略省北部找到了一個適合繼續創作的小屋，他們在那裡嘗試、測試和練習新歌。在小屋進行了三個月的創作後，他們差不多完成了的第二張專輯。 Gontier貢獻了他在康復過程中寫下的歌詞；《One-X》中的第一首單曲名為《Animal I Have become》，歌詞是 Gontier 在清醒時寫的。 第二張專輯包含至少四首這樣的歌曲，包括《Over and Over》、《Gone Forever》，以及熱門歌曲《Pain》和《Never Too Late》。在 2006 年的一次採訪中，Gontier說這張專輯的曲目內容對他來說比樂隊以前的作品更有着自己的情感，因為靈感來自於他過去兩年從沮喪、吸毒到康復的經歷。

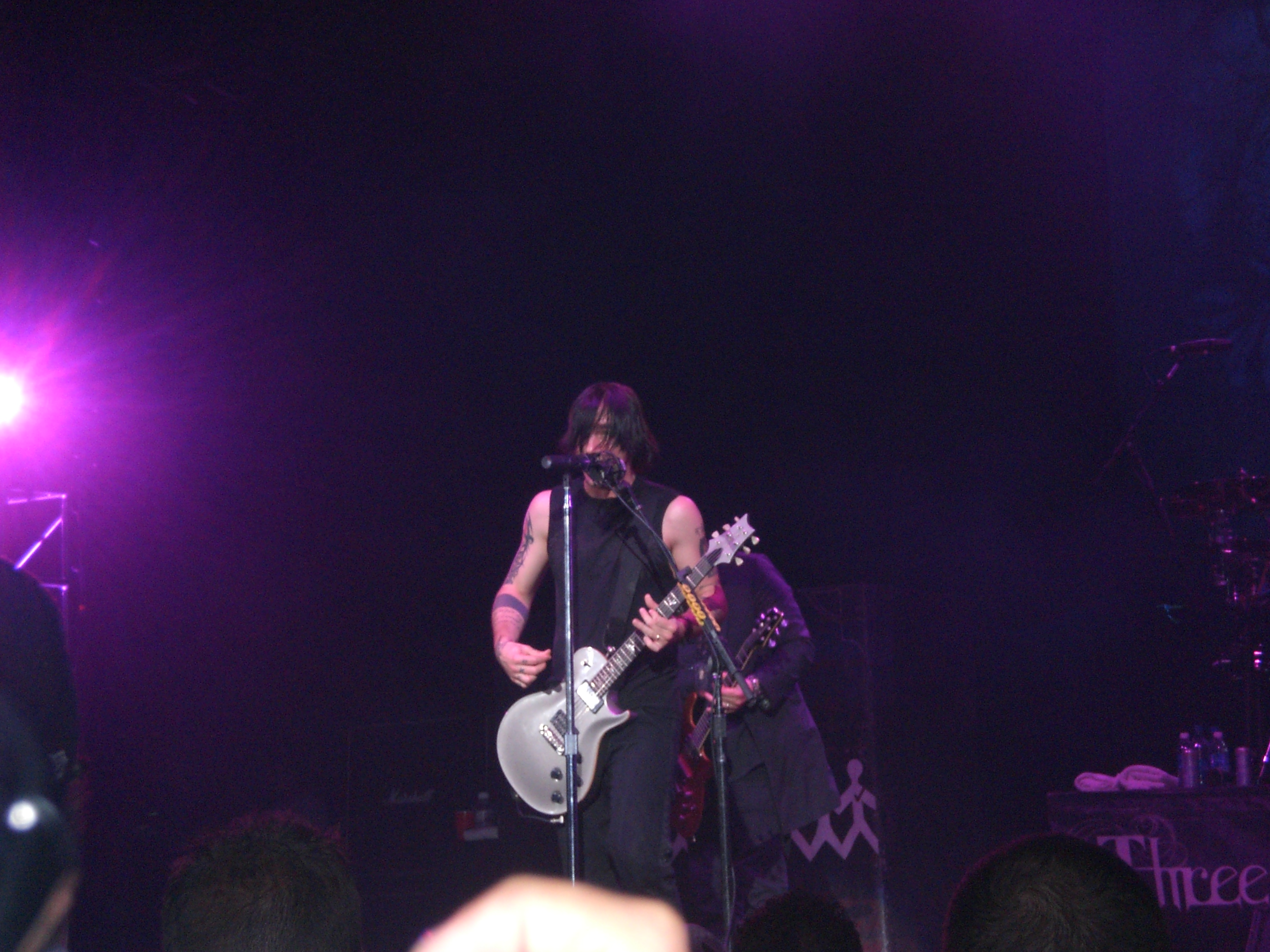
Three Days Grace年在2007年於Buzz Bake Sale表演

One-X 於 2006 年 6 月 13 日發行，註明了Barry Stock首次與樂隊合作。Gontier 還親自在各個康復中心進行現場表演，作為他對幫助自己擺脫毒癮的人們的感謝，並希望為同樣也在處理毒癮問題的人提供幫助。表演中，他會演唱《Pain》、《Animal I Have Become》、《Gone Forever》等歌曲，鼓勵和激勵接受治療的人們克服毒癮。這些表演中的大多數（如果不是全部），被稱為“Three Days To Change”巡演，是在Three Days Grace巡演宣傳《One-X》的同時進行的。2006 年 11 月，Gontier 在多倫多 CAMH 的一場特別演出中與樂隊成員一起演出，他曾在那裡進行康復治療。 大約 250 人的觀眾，其中包括患者、電台舉辦的比賽獲勝者、樂隊的家人和朋友，以及樂隊的唱片公司的代表。 演出結束後，Gontier參與 50 分鐘的問答環節，該環節被選取爲《Behind the Pain》紀錄片中的一部分。
《One-X》獲得的評價大多是正面的。 Toronto Star稱讚這張專輯爲“值得購買的一張 CD”，並對歌詞評價道：“歌詞能夠觸動你的心，特別是當你正經歷人生中的艱難時期的時候。Allmusic評論家Corey Apar稱讚了這張專輯，稱它“儘管歌詞意味黑暗，但依然引人入勝”， 但同時也指出“Three Days Grace”在他們的音樂創作上“幾乎沒有創新”，“如果創作能夠更加與眾不同” 能夠讓樂隊在同行中“出類拔萃”。

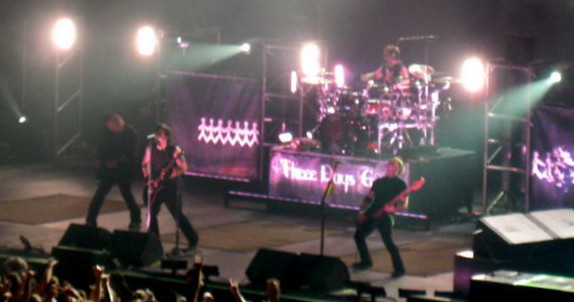
Three Days Grace在2008年的表演

One-X 在加拿大專輯榜排名第2，在Billboard 200排名第5，在發行的第一周就在美國銷售了 78,000 張。《Animal I Have Become》是Three Days Grace最成功的單曲，成為 2006 年加拿大播放次數最多的搖滾歌曲。 這張專輯幫助Three Days Grace在美國和加拿大成爲2007年的第一大搖滾樂隊，被 Billboard 評為2007年第一搖滾樂隊。 《One-X》 於2016年3月4日在美國獲得了RIAA的三白金認證， 並於 2007 年 7 月在加拿大獲得了CRIA的雙白金認證。Three Days Grace在2006下半年和2007全年在美國和加拿大進行巡迴演出來宣傳《One-X》。2008 年初，他們與Seether和Breaking Benjamin一起在美國巡迴演出。

### 《Life Starts Now》（2009-2011）
在與曾任樂隊製作人Howard Benson的合作下，從2008年3月到8月和2009年1月到4月，樂隊在溫哥華、不列顛哥倫比亞省和洛杉磯的 The Warehouse Studio 錄製了他們的第三張專輯。這張名為Life Starts Now的專輯於 2009 年 9 月 22 日發行。評論家和樂隊成員都注意到這張專輯表達的情感從先前的憤怒轉變為更樂觀的抒情風格。這張專輯反映了樂隊成員在克服家庭成員遭遇疾病和死亡等問題時的成熟；在一份公開的聲明中，他們說道：“我們不得不經歷這一切，但結果是：這是一個全新的開始。這是一個嶄新的生活。” 根據吉他手Barry Stock的說法，這張專輯的主題圍繞著“一種前所未有的新鮮感”和“你不必被你目前所面對的困難局面阻擋。無論是好是壞，你終有權改變”。
《Life Starts Now》在Billboard 200排行榜於第三名亮相，這是該樂隊迄今為止最高的專輯排行榜排名，並在第一周售出了79,000張。這張專輯獲得了廣泛的正面評價。Toronto Star的Ben Rayner對這張專輯表達了負面評價，稱它“沒有自己的特色，只是在林肯公園和 Nickelback 之間的一種風格”。根據Allmusic評論家James Christopher Monger的說法，他給這張專輯打了3/5星的評價，《Life Starts Now》“延續了《One-X》中Gontier心魔的主題，但透露出‘一絲光明’”。不過，他仍然稱讚這張專輯，說它“沒有延續憤怒、孤立、心痛和救贖這些老生常談的金屬楽主題，從一群只知歌頌、厭世和中速搖滾樂手中脫穎而出”。
專輯的第一首單曲《Break》於 2009 年 9 月 1 日發行。為了支持這張專輯，樂隊進行了Life Starts Now Tour巡演， 在加拿大，樂隊在2009年11月和12月組織了20場演出，美國巡演則在 2010 年 1 月至 2010 年 2 月期間舉行。在美國演出期間，Breaking Benjamin和Flyleaf也加入了他們的行列。
Life Starts Now在2010年Juno Awards中被提名為“最佳搖滾專輯”，但輸給了Billy Talent III。他們在“Dark Horse Fall 2010 Tour”中與Nickelback和Buckcherry共同參演，後來他們從2011年3月開始與My Darkest Days一起巡演。

### 《Transit of Venus》和Gontier的離隊 (2012–2013)

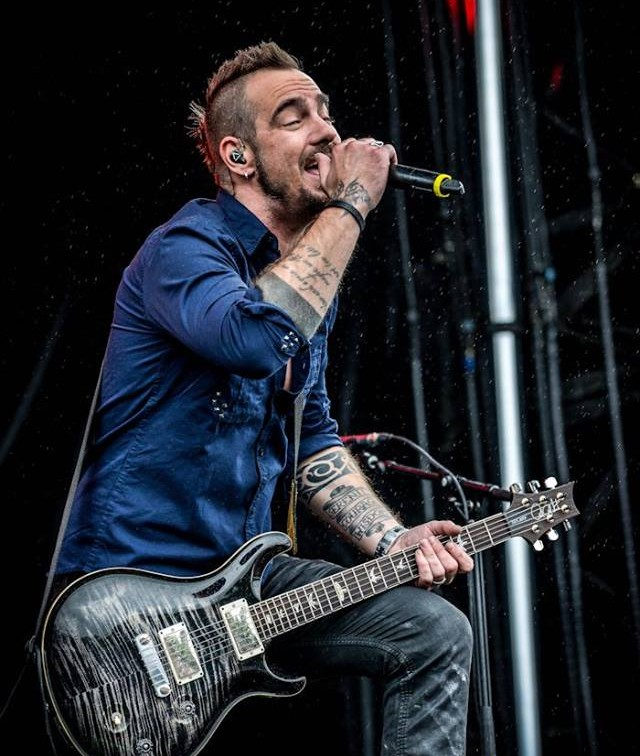
Three Days Grace主唱Adam Gontier在2013年離開樂隊

2011 年 10 月 7 日，RCA 音樂集團宣布將與Jive Records拆分爲Arista和J Records，並將所有在這三個唱片公司簽約的藝術家轉移到其 RCA Records名下，其中包括 Three Days Grace。
2012 年 6 月 5 日，也就是金星凌日的同一天，樂隊宣布他們的第四張錄音室專輯名為《Transit of Venus》，並於2012年10月2日發行。他們在自己的網站上發佈了一段提前製作的宣傳視頻，其中包括他們在工作室的片段以及金星凌日的鏡頭。由於這種情況的罕見性，他們創造了“有些事情錯過就是永遠“的口號，既反映了這種罕見的情況，也反映了歌詞和音樂最有可能呈現的情緒。專輯的第一首單曲《Chalk Outline》於8月14日發行。
2013年1月9日，樂隊宣布Gontier已離開樂隊。他們表示Gontier的離隊意外且難以解釋。離隊發生在與Shinedown共同領銜巡演前幾週。Gontier解釋說，他只是準備好開啟人生的新篇章，並表示：“在成為不斷發展的樂隊之一員 20 年後，我受到生活的啟發，繼續前進並並走我自己的路。”Brad Walst的兄弟Matt（來自My Darkest Days）成爲樂隊的新主唱。他們在伊利諾伊州莫林開始了 2013 年的巡演。Shinedown和P.O.D.在整個巡演過程中陪伴樂隊。自 2012 年開始在樂隊擔任鍵盤手和伴唱的Dani Rosenoer也加入了巡迴演出。

### 《Human》（2014-2017）

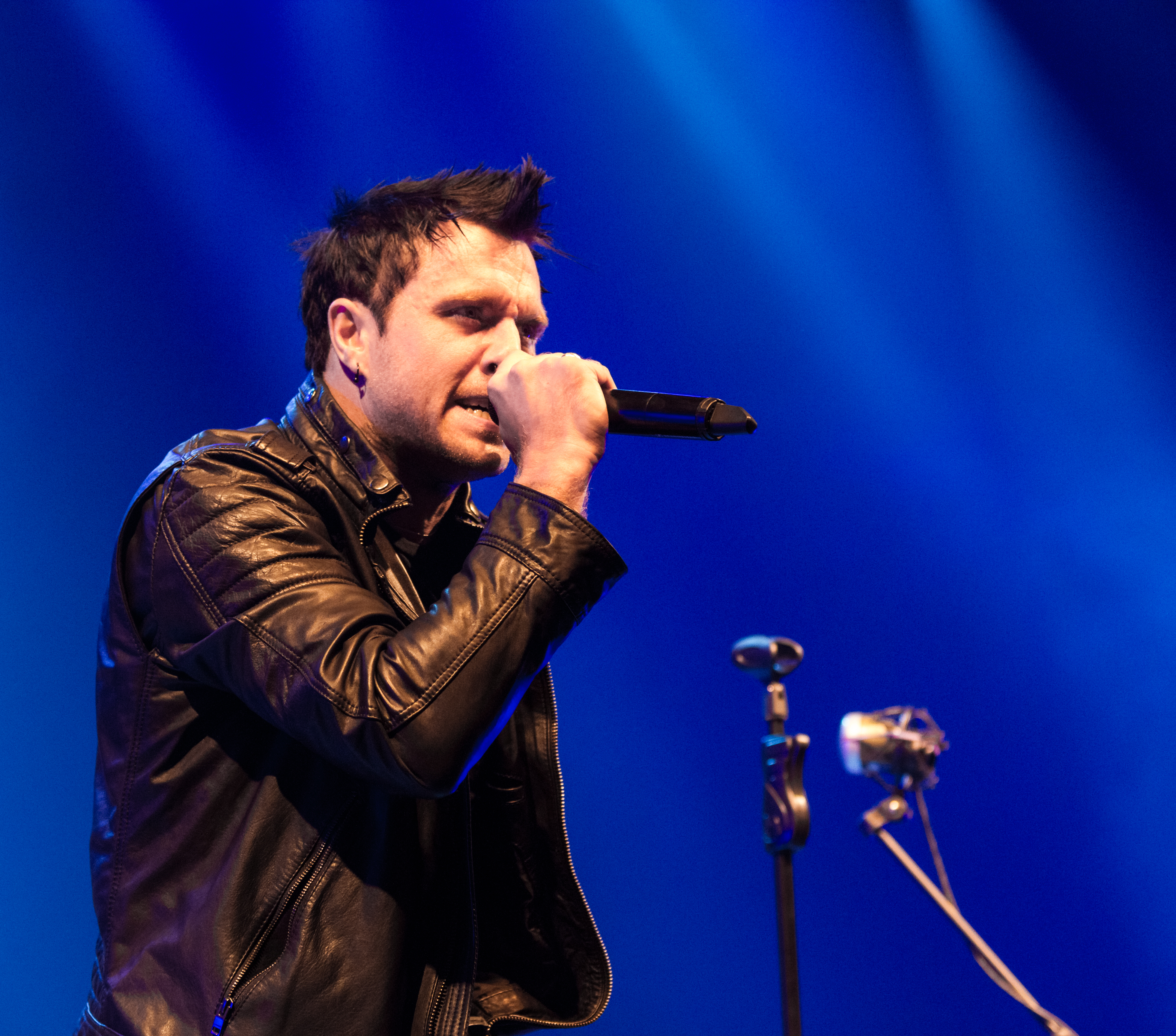
曾擔任My Darkest Days主唱的Matt Walst於2013年加入Three Days Grace

在2013年7月19 日接受西雅圖99.9KISW採訪時， Neil Sanderson證實樂隊目前正在製作一張新專輯，並且已經錄製了一半。他說：“我們對此真的很興奮，它讓人感到煥然一新，有點沉鬱，更有衝擊力，而且有種新鮮的氛圍。”2014年4月8日，一首名為《Painkiller》的新曲目在US Rock電台發布。2014年6月6日，“Painkiller”在Mainstream Rock Charts上排名第一，這使其成爲樂隊第11支榜首單曲。在2014年8月的一次採訪中，樂隊透露了他們下一張單曲的標題，“I Am Machine”，該單曲於2014年9月30日發行，2015年1月26日，據透露新專輯將被命名為《Human》。2015年3月23日，《Human Race》作為第三首單曲發行。《Human》於3月31日被釋出。2015年初，樂隊在歐洲巡演，隨後從2015年11月開始主要在美國巡演，後來又在加拿大巡演。Halestorm在大多數加拿大的表演中爲樂隊助陣。樂隊於2016年初於歐洲和俄羅斯巡演。2016年11月18日，Three Days Grace發行了Phantogram的歌曲“You Don't Get Me High Anymore”的翻唱。

### 《Outsider》 (2017–2020)
樂隊於 2017 年 7 月開始錄製他們的第六張錄音室專輯《Outsider》，並於2018年1月25日發行第一首單曲《The Mountain》，並附有MV。這首歌於2018年3月在Billboard Mainstream Rock排行榜上排名第一，成爲他們的第十三支榜首單曲，同時達到Van Halen所創下的記錄。 這張專輯於2018年3月9日發行。6月12日，《Infra-Red》作為專輯中的第二首單曲發行。《Infra-Red》在Billboard's Mainstream Rock Songs 排行榜上排名第一，成爲他們的第十四支榜首單曲。憑藉這一最新成就，Three Days Grace打破了Van Halen二十年來創下榜首曲目數量第一的記錄。2018年11月13 日，《Right Left Wrong》作為樂隊專輯中的第三首單曲發行。 它在Billboard's Mainstream Rock Songs排行榜上排名第一，這是他們的第15支榜首單曲。2019年3月14日，樂隊在2019年iHeartRadio音樂獎上獲得了年度搖滾藝人獎。 
2020年7月23日，樂隊發行了Gotye的《Somebody That I Used to Know》的翻唱。

### 《Explosions》 (2021-2024)
2021年3月1日，樂隊在Instagram上確認他們正在錄製他們的第七張錄音室專輯。
2021年11月29日，樂隊發行了一首名為《So Called Life》的新單曲，這是他們即將於2022年5月6日發行的第七張錄音室專輯《Explosions》中的第一首單曲。
三個月後，也就是2022年2月17日，樂隊發行了一首名為《Neurotic》的宣傳單曲，由Lukas Rossi主演。隨著歌曲的發布，樂隊也發布了新曲目的歌詞MV。2022年4月11日，樂隊發行了專輯的第二首單曲《Lifetime》。 這首歌獻給了被龍捲風襲擊的肯塔基州梅菲爾德市的人們。

## 獲獎和提名
樂隊獲得多個獎項和提名以證明對他們的認可。2007年，樂隊被Mediabase評為美國和加拿大所有搖滾形式中的頂級藝術家，並且被Billboard評爲年度搖滾樂團。他們曾獲得六項Juno Award提名，但僅獲得其中四項，其中包括2004年的“年度最佳新組合”。《I Hate Everything About You》在Much Music Awards中獲得“最佳搖滾MV”和“全民之選：加拿大最受歡迎樂隊”。2007年，他們贏得了“年度最佳組合”獎，他們的專輯《One-X》獲得了“年度最佳專輯”獎項。樂隊在《One-X》中的第一首單曲《Animal I Have become》是加拿大2006年播放次數最多的搖滾歌曲，並獲得了當年Mediabase廣播電台“播放次數最多的搖滾歌曲”獎。《Never Too Late》的MV被提名為“最佳MV”和“最佳搖滾MV”，而《Pain》的MV在Much Music Awards中獲得“加拿大最佳國際視頻”，除此之外還獲得了“人民選擇：最受歡迎的加拿大組合”。
2010 年，《Life Starts Now》在Juno Award獲得“最佳搖滾專輯”提名，但輸給了《Billy Talent III》。2010年，《Break》在Fuse.tv的Much Music Awards中被提名為“最佳後期製作MV”和“年度最佳搖滾MV”。 《Break》被提名為“最佳單曲”，《Life Starts Now》在Casby Awards中獲得“最佳專輯”獎。
他們在2016年Juno Award提名爲“年度最佳組合”。
Three Days Grace在2019年Juno Award中獲得三項提名：《Outsider》的“年度最佳專輯”獎、“年度最佳搖滾專輯”獎，樂隊的“年度最佳樂隊”獎。
2019年3月14日，樂隊在2019年iHeartRadio音樂獎上獲得了“年度搖滾藝人獎”。
在SOCAN獎30週年紀念典禮，他們憑藉《The Mountain》獲得了“年度搖滾詞曲作者”獎。 

## 音樂風格
他們的音樂被描述為後油漬搖滾、硬搖滾、另類金屬、 另類搖滾和新金屬。他們的同名專輯主要以另類金屬和後油漬搖滾的風格為特色。 然而，在他們的第二張專輯《One-X》中，樂隊添加了更多的吉他獨奏和更貼合旋律的聲音。他們的第四張專輯《Transit of Venus》則融入了一些電子音楽元素。

## 影響
樂隊在Billboard Mainstream Rock排行榜上擁有16支榜首的單曲。Loudwire將《Animal I Have Become》評為 2012年第45首“21 世紀最佳硬搖滾”。並在2020年將《Never Too Late》列為 “21 世紀 66 首最佳硬搖滾”之一。《I Hate Everything About You》在2009年的Billboard Decade-End Alternative Songs排行榜上排名第9。樂隊前主唱Adam Gontier被認為具有“熱情的聲樂風格、自然沙啞的聲音和充滿焦慮和折磨的情感”，使他成為被許多青少年和其他生活在艱辛中的人認同的獨特歌手。

## 成員
| 現任成员 - Brad Walst – 貝斯、和聲 (1997年至今) - Neil Sanderson – 鼓、和聲 (1997年至今)；鍵盤手 (2009年至今) - Barry Stock – 主音吉他 (2003年至今)；節奏吉他 （2013-2018） - Matt Walst – 主唱 (2013年至今)；節奏吉他（2018年至今） | 前任成员 - Adam Gontier – 主唱，節奏吉他 (1997 – 2013)；主音吉他（1997-2003） 巡迴伴演 - Dani Rosenoer - 鍵盤、和聲（2012-2018） |

時間線

## 發行專輯
| 專輯名稱                    | 發行日期      |
| --------------------------- | ------------- |
| 寬限三天 (Three Days Grace) | 2003年7月22日 |
| X檔案 (One-X)               | 2006年6月13日 |
| 重獲新生 (Life Starts Now)  | 2009年9月22日 |
| 金星軌跡 (Transit Of Venus) | 2012年10月2日 |
| 人類 (Human)                | 2015年3月31日 |
| 流放者（Outsider）          | 2018年3月9日  |
| 爆破 （Explosions）         | 2022年5月6日  |

## 參演電影
| 年份 | 名稱             | 角色 | 屬性 |
| 2004 | Raise Your Voice | 自己 | 客串 |
| ---- | ---------------- | ---- | ---- |

## 外部連結
- 官方網站 （页面存档备份，存于）